# Carlo de Angelis
Carlo de Angelis (Napoli, 1620 – Acerra, settembre 1690) è stato un vescovo cattolico italiano.

## Biografia
Nato a Napoli nel 1620, il 26 gennaio 1663 fu scelto come vescovo dell'Aquila, venendo confermato da papa Alessandro VII il 13 agosto. Il 26 agosto fu consacrato dal cardinale Francesco Maria Brancaccio, insieme al co-consacrante Giovanni Antonio Capobianco, nella chiesa di San Lorenzo in Lucina. L'8 luglio 1674 fu designato vescovo di Acerra e confermato da papa Clemente X il 17 dicembre. Ricoprì questa carica fino alla morte, avvenuta nel settembre del 1690.

## Genealogia episcopale
La genealogia episcopale è:
- Cardinale Guillaume d'Estouteville, O.S.B.Clun.
- Papa Sisto IV
- Papa Giulio II
- Cardinale Raffaele Riario
- Papa Leone X
- Papa Clemente VII
- Cardinale Antonio Sanseverino, O.S.Io.Hier.
- Cardinale Giovanni Michele Saraceni
- Papa Pio V
- Cardinale Innico d'Avalos d'Aragona, O.S.Iacobi
- Cardinale Scipione Gonzaga
- Patriarca Fabio Biondi
- Papa Urbano VIII
- Cardinale Cosimo de Torres
- Cardinale Francesco Maria Brancaccio
- Vescovo Carlo de Angelis